# Beit Lahia
Beit Lahia (àrab: بيت لاهيا, Bayt Lāhiyā) és una ciutat palestina situada en la Franja de Gaza, al nord de Jabalia, prop de Bait Hanun i dins de la Línia de l'armistici de 1949 amb Israel. Segons la Oficina Central d'Estadístiques de Palestina, la ciutat tenia 59,540 persones a mitjan any 2006. El partit polític Hamàs està actualment a càrrec de la ciutat, així com de tota la Franja de Gaza, després de guanyar les eleccions municipals de 2005.

## Geografia
La paraula Lahia és siriaca i significa «desert» o «fatiga». La ciutat està envoltada de dunes de sorra, algunes de les quals arriben a mesurar fins a 55 m (180 peus) per sobre del nivell del mar. La zona és famosa pels seus molts i grans sicòmors. La ciutat és coneguda per la seva aigua fresca i dolç, les seves baies i els seus arbres de cítrics. Segons Edward Henry Palmer, Lahia derivaria de Lahi, un nom propi.

## Història
Beit Lahia està situada en les proximitats d'un antic turó, propera al qual es troben les ruïnes d'un poblat. S'ha suggerit que es tracta de Bethelia, ciutat natal de Hèrmies Sozomen, en la que hi havia un temple. També s'hi ha trobat terrissa del període romà d'Orient. Un mihrab (una espècie de fornícula de mesquita que indica l'adreça de l'oració o salat), és tot el que queda d'una antiga mesquita a l'oest de Beit Lahia que data del final del període Fatimita i l'inici de la dinastia aiúbida de Saladí, i d'altres dues mesquites que daten del període otomà.
Yaqut al-Hamawí († 1229) va descriure "Bait Lihya" com un lloc localitzat "vora Ghazzah", al que va afegir que "és un poble amb molts arbres fruiters".

### Període mameluc
Una llosa de marbre, dipositada en el maqam de Salim Abu Musallam a Beit Lahia, està inscrita amb lletres de l'idioma naskhi tardà dels mamelucs. És un epitafi dels quatre fills del Governador de Gaza, Aqbay al-Ashrafi, que van morir en el mes de rajab de 897 (=29 abril-9 maig 1492). Es creu que els nens van morir de la pesta que va assolar Palestina durant els anys 1491 i 1492, descrita per Mujir al-Din.

### Imperi Otomà
En 1517, els otomans van incorporar el poble al seu imperi juntament amb la resta de Palestina, i en 1596 Beit Lahia apareixia en els registres d'impostos otomans com una nàhiya o subdistricte de Gaza, en el liwa' (districte) de Gaza. Tenia una població de 70 llars musulmanes i pagava imposats sobre blat, ordi, cultius d'estiu, vinyes, arbres fruiters, cabres i/o ruscs.
Cap al final del període otomà, al maig de 1863, l'explorador francès Victor Guérin va visitar el poble. El va descriure de la següent manera: "poblat per 250 habitants, ocupa una vall rectangular, ben conreat i envoltat d'altes dunes de sorra que causen una gran calor. És un petit oasi incessantment amenaçat pel corriment de les seves dunes, que l'envolten pels quatre costats, i que l'engolirien de no ser per la contínua lluita de l'home per frenar el seu avanç". En 1883, la Fundació per a l'Exploració de Palestina el va descriure en el seu Estudi sobre Palestina Occidental com a "petit poble amb bells jardins i grans i antics olivares a la meitat de la sorra. Té un pou cap al sud [..] Hi ha una petita mesquita al poble."

### Mandat Britànic de Palestina
En cens de Palestina de 1922, dut a terme per les autoritats de Mandat Britànic, Bait Lahia tenia 871 habitants, tots ells musulmans, xifra que va augmentar en el cens de 1931 a 1,133, un cop més tots musulmans, que vivien en 223 cases.
En el cens de 1945, la població de Beit Lahia era de 1,700 àrabs i el seu territori era de 38,376 dúnams, segons un estudi oficial sobre la terra i la seva població. D'ells, 134 dúnams estaven dedicats a cítrics i plàtans, 1,765 a plantacions i terra irrigable, 15,185 a cereals, i 18 dúnams eren considerats sòl urbanitzat.

### Ocupació israeliana

#### Començaments del segle XXI
El 4 de gener de 2005, set civils residents en Beit Lahia van ser assassinats, inclosos sis membres de la mateixa família, sent les seves morts atribuïdes al bombardeig per part de les Forces de Defensa de l'Israel (IDF) de l'àrea agrícola on treballaven. El 9 de juny de 2006, vuit civils van ser assassinats per bombes de les IDF mentre realitzaven un pícnic a la platja de Beit Lahia. Entre els morts hi havia set membres de la família Ali Ghaliya. Les IDF van negar ser responsables. La ciutat és objectiu freqüent de atacs aeris israelians i ha estat un camp de batalla entre les IDF i Hamás. La mesquita Ibrahim al-Maqadna va ser aconseguida per míssils israelians en 2009 amb resultat de 13 morts.
En 2006, Hamàs va guanyar les eleccions legislatives palestines, la qual cosa va desencadenar una cascada de sancions contra l'Autoritat Nacional Palestina a causa de la negativa d'aquest partit d'abandonar la lluita armada i reconèixer Israel. Poc després, en 2007, Hamàs va prendre per la força el control de les institucions oficials a la Franja de Gaza. Des d'aquest mateix any, la Franja de Gaza (i, per tant, també Beit Lahia) es troben sotmeses a un estricte bloqueig per terra, mar i aire a càrrec de l'exèrcit israelià i de les autoritats egípcies. Aquest bloqueig ha estat considerat il·legal per una missió especial del Consell de Drets Humans de l'ONU (en el conegut com informe Goldstone), l'enviat de l'ONU Desmond Tutu, el Comitè Internacional de la Creu Roja i la majoria dels experts en dret internacional. Per la seva banda, Israel considera el bloqueig legal, i un informe realitzat per a l'ONU conegut com a Informe Palmer considera que el bloqueig naval és legal.

#### Guerra de Gaza de 2014
El 22 de juliol, una nena anomenada Shahd Mu'in 'Ali Qishtah moria en el bombardeig israelià de la seva casa. En el mateix atac també van morir el nen de tres mesos Muhammad Ahmad As'ad al-Baddi i el seu pare Ahmad, de 27 anys, que caminaven pel carrer a l'altura l'edifici just quan va ser atacat. El nen de 9 anys Rabi' Qassem Rabi' Abu Ras viatjava amb la seva família en una carreta tirada per un ruc quan va ser aconseguit per un míssil de l'aviació israeliana, morint instantàniament. Estaven fugint de la zona en conflicte. Una altra nena de 2 anys, Salma Salem Rajab a-Radi', moria juntament amb el seu germà Raeu de 19 anys i un familiar anomenat Ziad, de 23, en un bombardeig israelià al carrer. Deu combatents de Beit Lahia morien el 23 de juliol en combats amb l'exèrcit israelià. Khader Khalil Khader a-Loh anava de camí a la seva casa, que havia hagut d'abandonar davant l'avanç de l'exèrcit israelià, quan va rebre trets d'un avió israelià. Va morir el 24 de juliol amb 52 anys. El 26 de juliol, Muhammad Salameh Hammad Abu Khusah, de 76 anys, moria per l'impacte de projectils de tancs israelians a la casa seva, propera a la tanca de separació de la Franja de Gaza. Muhammad Sa'aneu Sha'ban Bava, de 40 anys, moria pel bombardeig de la casa del seu veí, membre de l'ala armada de Hamàs. Aquest mateix dia, quatre membres de l'ala militar d'Hamàs residents a Beit Lahia morien en combats amb l'exèrcit invasor israelià. Soheil Hussein 'Abd al-Karim 'Abd Cua, de 35 anys, moria el 29 de juliol en el bombardeig israelià sobre la seva casa que també va ferir a la seva dona i fill. El 30 de juliol, la família de Zakaria Muhammad Hassan Karim, de 49 anys, va anar a visitar-lo a la casa que la resta d'ells havien abandonat. Un atac de l'aviació israeliana el va matar a ell i al seu fill Samir, de 24 anys. Aquest mateix dia, dos homes de 41 anys, 'Abd al-Jalil Muhammad Kamel Abu Shadaq i Jamal Shehdeh 'Abd al-'Aziz Abu Shadaq, morien per trets de l'aviació israeliana quan estaven en el porxo de la casa del primer d'ells. Hassan Ibrahim Muhammad Habush i Muhammad Ja'qub Isma'il Suliman, de 25 i 23 anys respectivament, membres de l'ala militar de Hamàs, morien per trets de l'exèrcit israelià també aquest dia, així com Muhammad Musa Muhammad Ghaben, de 32 anys, Muhammad Harb Hassan Ghaben, de 27 anys, 'Adel 'Abdallah Mahmoud Kamar, de 51 anys, Alaa Khader Ramadan Salman, de 17 anys, Ibrahim Muhammad Khader Salman, de 40 anys i Ramadan Khader Ramadan Salman, de 23 anys, tots ells civils residents de Beit Lahia que van morir, juntament amb altres 14 persones, en el bombardeig israelià d'una escola de l'ONU en Jabalia. El 31 de juliol resultava ferida Maryam Muhammad Muhammad Abu Jalalah, de 24 anys, per l'impacte d'un míssil israelià sobre la planta de tractament d'aigua en la qual ella i moltes altres persones s'havien refugiat dels bombardeigs. Moria cinc dies després, el 4 d'agost.
L'1 d'agost, una nena de set mesos i mig cridada Sama Nael Bassam al-Barawi i la seva àvia de 73 anys, Su'ad 'Ali Muhammad al-Bahri, morien després d'un bombardeig de l'aviació israeliana sobre el pati de la casa d'aquesta última. Dos nens de 7 i 8 anys, Mahmoud Ahmad Mahmoud al-Majdalawi i Rawan Ahmad Yusef al-Majdalawi, van morir el 3 d'agost al costat d'altres dos membres de la seva família quan l'aviació israeliana va bombardejar el pati en el qual jugaven. Aquest mateix dia, 'Ahed Sa'aid Mahmoud Bader, de 20 anys, i Fares Ahmad Hussein Dawood, de 23, van morir per foc de l'aviació israeliana quan intentaven rescatar dels enderrocs als ferits d'un altre bombardeig israelià que havia tingut lloc uns minuts abans. El 10 d'agost, Raed Samir Mahmoud al-Halabi, ajudant del ministre de l'Interior de Hamas a la Franja de Gaza, moria en un atac de l'aviació israeliana a la seva casa. També va morir a casa seva Faraj Hussein Khamis Abu Rabi', membre de l'ala militar de Hamàs, en un assassinat selectiu israelià. El 20 d'agost, Mustafa Sufian Darwish Muheisen, de 29 anys, i el seu pare Sufian Darwish Muhammad Muheisen, de 48 anys, estaven treballant en l'horta familiar quan hi va caure un míssil israelià. Tots dos van morir. Hassan Srur Muhammad Tamburah, de 13 anys, i el seu pare Srur Muhammad Jamil Tamburah, de 35 anys, van morir el 21 d'agost quan un míssil de l'aviació israeliana va impactar en la parada de taxis on hi esperaven per anar al mercat de Jabalia. El 24 d'agost, Muhammad Ibrahim Muhammad a-Luqah, de 21 anys i membre de l'ala militar d'Hamàs, va morir pel tret d'un avió israelià quan circulava en la seva motocicleta. El 25 d'agost d'aquest mateix any, Raddad Ahmad Salim Tanburah, un empleat de l'empresa municipal d'aigües de 36 anys, va entrar en un branc del clavegueram proper a la seva casa per intentar arreglar-lo. Com a conseqüència, l'aviació israeliana va bombardejar la seva casa assassinant-lo a ell i a dos dels seus fillsː Ahmad, de 15 anys, i Amned, de 13. Altres nou membres de la seva família van resultar ferits en l'atac. Aquest mateix dia moria, Farhanah Ibrahim Taleb al-'Attar, una dona de 48 anys, per trets de l'aviació israeliana quan sortia de la seva casa, que ja havia deixat abandonada prèviament però a la que va haver de tornar per buscar roba. Un dia després, el 26 d'agost, dos treballadors d'una empresa d'electricitat van morir quan un míssil disparat des d'un avió israelià va destruir la furgoneta on viatjaven. Es deien Muhammad 'Abd a-Rahman 'Abd al-Qader Daher, de 49 anys, i Tamer Midhat Hassan Hamad, de 24. La furgoneta en la qual viatjaven portava una bandera identificativa de l'empresa i es desconeix la justificació de l'atac.

#### De 2015 fins a l'actualitat
Muhammada Hamed 'Adel al-Masri, de 16 anys, va morir per trets de soldats israelians el 31 de juliol de 2015. S'havia acostat a la tanca de separació de la Franja de Gaza i havia intentat trencar una càmera de vigilància poc abans que ul disparessin. El 12 de març de 2016, dos nens de 6 i 9 anys anomenats Israa i Yasin Salman Musa Abu Khusah morien per l'impacte d'un míssil llançat per un avió israelià a un suposat camp d'entrenament d'Hamàs proper. Cap membre d'Hamàs va resultar ferit en l'atac.